# Prailles-La Couarde
Prailles-La Couarde es una comuna nueva francesa situada en el departamento de Deux-Sèvres, de la región de Nueva Aquitania.

## Historia
Fue creada el 1 de enero de 2019, en aplicación de una resolución del prefecto de Deux-Sèvres de 18 de septiembre de 2018 con la unión de las comunas de La Couarde y Prailles, pasando a estar el ayuntamiento en la antigua comuna de Prailles.

## Demografía
Según los datos aportados en la resolución del prefecto de Deux-Sèvres, la comuna se crea con 961 habitantes.

## Composición
| Comuna fusionada | Código INSEE | Población (2016) | Superficie (km²) | Densidad (hab./km²) |
| ---------------- | ------------ | ---------------- | ---------------- | ------------------- |
| La Couarde       | 79098        | 270              | 16.36            | 17                  |
| Prailles         | 79217        | 675              | 18.86            | 36                  |